# Proximus Diamond Games 2004
Il Proximus Diamond Games 2004 è stato un torneo di tennis giocato sul cemento. È stata la 3ª edizione del Proximus Diamond Games, che fa parte della categoria Tier II nell'ambito del WTA Tour 2004. Si è giocato al Sportpaleis di Anversa in Belgio dal 16 al 22 febbraio 2004.

## Campionesse

### Singolare
Kim Clijsters ha battuto in finale  Silvia Farina Elia con il punteggio di 6–3, 6–0

### Doppio
Cara Black /  Els Callens hanno battuto in finale  Myriam Casanova /  Eléni Daniilídou con il punteggio di 6–2, 6–1